# Ikarbus IK-218
Der Ikarbus IK-218 (oder IK-218N, IK-218M)  ist ein Niederflur-Schubgelenkbus des serbischen Omnibusbauers Ikarbus. Er ist der Nachfolger des IK-206 und bestimmt für den Stadtverkehr. Eine Bodenhöhe am Türeinstieg von nur 34 cm ermöglicht den Passagieren den direkten Zugang vom Bürgersteig. Dieses Merkmal erleichtert die Nutzung des Busses insbesondere für Kinder, ältere Menschen, Menschen mit Behinderung und Eltern mit Kinderwagen.
Die meisten IK-218 werden in Serbien verkauft und im öffentlichen Verkehr in Belgrad, Novi Sad und anderen serbischen Städten eingesetzt. Eine Anzahl von Fahrzeugen wurde exportiert in die Russische Föderation, diese Modelle hatten eingebaute CUMMINS-Motoren und Bezeichnung IK-218NC.

## Fahrzeugbeschreibung
Der IK-218 ist der erste serienmäßig hergestellte Niederflur-Gelenkbus der Firma Ikarbus. Er wurde aus dem Modell IK-112 entwickelt. Der Prototyp IK-218.3 wurde 2003 in Zusammenarbeit mit der Schweizer Firma Hess und der schwedischen Volvo hergestellt. Das spätere Serienmodell IK-218N wurde produziert wahlweise mit CUMMINS- oder MAN-Motor.
Am 4. März 2013 präsentierte Ikarbus als neue Modellvariante den IK-218M auf dem selbsttragenden MAN-Fahrgestell-A24, angetrieben von einem MAN D2066 LUH 48 EEV Euro 5/6 Motor. Der Motor ist hier horizontal im Heck des Busses eingebaut, während er bei den vorherigen Modellen vertikal verbaut wurde. Gegenüber dem Standard-IK-218 wurde das Design der Vorder- und Rückwand sowie der vorderen und hinteren Stoßfänger geändert. Die Innenbeleuchtung ist komplett mittels LED. Der Bus ist mit einem Videoüberwachungssystem ausgestattet, das aus vier im Fahrzeug installierten Kameras besteht. Die Türen haben Antiblockier-Sensoren. Der Bus hat drei Achsen sowie Hinterradantrieb. Der Bus wird in einem 44 + 1 Sitzplan angeboten. Die Passagiersitze sind aus Kunststoff. Die Basisversion hat vier nach innen öffnende Doppeltüren, die vom Fahrer geöffnet werden. Bei Gefahr können die Türen jedoch auch von außen und innen geöffnet werden. An der zweiten Tür es gibt eine zweistufige elektrische Rampe zum leichten Einsteigen von Rollstuhl und Kinderwagen. Die Seitenscheiben sind geklebt und bestehen aus verstärktem Sicherheitsglas mit Öffnungsmöglichkeit. Die Busse sind mit einem System für Heizung, Lüftung und Kühlung sowie externen elektronischen Informationstafeln ausgestattet und sind wärmegedämmt.

## Spezifikationen
Der Standard IK-218 hat folgende Spezifikationen:
Maße und Gewichte
- Länge –18,00 m
- Breite – 25,25 m
- Höhe – 2,805 m
- Höhe (einschließlich Klimaanlage) – 3,032 m
- Radstand – 5,23/6,60 m
- Überhang vorne – 2,705 m
- Überhang hinten – 3,46 m
- Frontanflugwinkel – 7°
- Heckanflugwinkel – 7°
- Höhe des Fahrgastraums – 2,395 m
- Bodenhöhe im Türbereich – 0,34 m
- Wendekreis – 11,98 m
- Leergewicht – 17.000 kg
- Maximal zulässiges Gesamtgewicht – 28.000 kg
- Technisch vorgeschriebene maximale Tragfähigkeit der Hinterachse – 13.000 kg
- Technisch vorgeschriebene maximale neutrale Achskapazität – 11.500 kg
- Technisch vorgeschriebene maximale Tragfähigkeit der Vorderachse – 8500 kg

Motor
- MAN D2066 LOH 1
  - Euro 4
  - Konstruktion – 4-Takt-Dieselmotor
  - Maximale Leistung – 199 kW (270 PS)
  - Einbau – senkrecht im Fahrzeugheck links

Übertragung
- 4-Gang-Automatikgetriebe VOITH 864.5 mit integriertem Retarder[6]